# Saint-Germain-de-la-Coudre
Saint-Germain-de-la-Coudre és un municipi francès situat al departament de l'Orne i a la regió de Normandia. L'any 2007 tenia 862 habitants.

## Demografia

### Població
El 2007 la població de fet de Saint-Germain-de-la-Coudre era de 862 persones. Hi havia 342 famílies de les quals 98 eren unipersonals (41 homes vivint sols i 57 dones vivint soles), 118 parelles sense fills, 106 parelles amb fills i 20 famílies monoparentals amb fills.
La població ha evolucionat segons el següent gràfic:
Habitants censats

### Habitatges
El 2007 hi havia 483 habitatges, 357 eren l'habitatge principal de la família, 87 eren segones residències i 40 estaven desocupats. 453 eren cases i 24 eren apartaments. Dels 357 habitatges principals, 247 estaven ocupats pels seus propietaris, 103 estaven llogats i ocupats pels llogaters i 7 estaven cedits a títol gratuït; 8 tenien una cambra, 43 en tenien dues, 81 en tenien tres, 96 en tenien quatre i 129 en tenien cinc o més. 264 habitatges disposaven pel capbaix d'una plaça de pàrquing. A 173 habitatges hi havia un automòbil i a 135 n'hi havia dos o més.

### Piràmide de població
La piràmide de població per edats i sexe el 2009 era:
| Homes | Edats   | Dones |
| ----- | ------- | ----- |
| 0     | 95 o +  | 0     |
| 4     | 90 a 94 | 0     |
| 8     | 85 a 89 | 8     |
| 12    | 80 a 84 | 16    |
| 12    | 75 a 79 | 24    |
| 28    | 70 a 74 | 24    |
| 20    | 65 a 69 | 20    |
| 8     | 60 a 64 | 28    |
| 16    | 55 a 59 | 16    |
| 28    | 50 a 54 | 24    |
| 52    | 45 a 49 | 48    |
| 16    | 40 a 44 | 28    |
| 40    | 35 a 39 | 28    |
| 8     | 30 a 34 | 12    |
| 24    | 25 a 29 | 12    |
| 24    | 20 a 24 | 16    |
| 48    | 15 a 19 | 36    |
| 28    | 10 a 14 | 24    |
| 32    | 5 a 9   | 36    |
| 32    | 0 a 4   | 12    |

## Economia
El 2007 la població en edat de treballar era de 522 persones, 388 eren actives i 134 eren inactives. De les 388 persones actives 350 estaven ocupades (202 homes i 148 dones) i 38 estaven aturades (19 homes i 19 dones). De les 134 persones inactives 49 estaven jubilades, 37 estaven estudiant i 48 estaven classificades com a «altres inactius».

### Ingressos
El 2009 a Saint-Germain-de-la-Coudre hi havia 343 unitats fiscals que integraven 816,5 persones, la mediana anual d'ingressos fiscals per persona era de 16.423 €.

### Activitats econòmiques
Dels 42 establiments que hi havia el 2007, 1 era d'una empresa extractiva, 1 d'una empresa alimentària, 3 d'empreses de fabricació d'altres productes industrials, 6 d'empreses de construcció, 10 d'empreses de comerç i reparació d'automòbils, 1 d'una empresa de transport, 4 d'empreses d'hostatgeria i restauració, 2 d'empreses d'informació i comunicació, 1 d'una empresa financera, 3 d'empreses immobiliàries, 7 d'empreses de serveis, 1 d'una entitat de l'administració pública i 2 d'empreses classificades com a «altres activitats de serveis».
Dels 9 establiments de servei als particulars que hi havia el 2009, 1 era un taller de reparació d'automòbils i de material agrícola, 1 guixaire pintor, 2 fusteries, 2 lampisteries, 1 perruqueria i 2 restaurants.
Dels 4 establiments comercials que hi havia el 2009, 1 era una gran superfície de material de bricolatge, 1 una botiga de més de 120 m², 1 una botiga de menys de 120 m² i 1 un drogueria.
L'any 2000 a Saint-Germain-de-la-Coudre hi havia 35 explotacions agrícoles que ocupaven un total de 2.142 hectàrees.

## Equipaments sanitaris i escolars
L'únic equipament sanitari que hi havia el 2009 era una farmàcia.
El 2009 hi havia una escola elemental.

## Poblacions més properes
El següent diagrama mostra les poblacions més properes.